# Los Borbones: una familia real
Los Borbones: una familia real es un documental español producido por Atresmedia sobre la historia reciente de la Familia Real Española, desde el reinado de Alfonso XIII hasta la actualidad. La serie se enfoca en particular en la vida del rey Juan Carlos I, su niñez, reinado, y sus relaciones familiares con su padre don Juan de Borbón, la reina Sofía, el rey Felipe VI y la reina Letizia.
La serie abarca varios importantes momentos históricos nacionales como el fin del reinado de Alfonso XIII tras el inicio de la Segunda República Española en 1931, la coronación de Juan Carlos I en 1975, la Transición Española, el golpe de Estado en España de 1981, la boda real de Felipe VI y Letizia en 2004, la abdicación de Juan Carlos I y la subsecuente coronación de Felipe VI en 2014.
La serie fue creada por Aitor Gabilondo y Ana Pastor García y se estrenó el 31 de mayo de 2022. Su estreno logró una gran audiencia, con más de 2,2 millones de espectadores y una cuota de pantalla de 17,1%. Fue el estreno más exitoso del canal La Sexta desde noviembre de 2015.

## Episodios
| N.º | Título                              | Fecha de lanzamiento original |
| --- | ----------------------------------- | ----------------------------- |
| 1   | «Una familia real»                  | 31 de mayo de 2022            |
| 2   | «Los Borbones y el dinero»          | 31 de mayo de 2022            |
| 3   | «Los Borbones y las mujeres»        | 5 de junio de 2022            |
| 4   | «Los Borbones y Letizia»            | 12 de junio de 2022           |
| 5   | «Los Borbones y el futuro»          | 19 de junio de 2022           |
| 6   | «Los Borbones y otras casas reales» | 26 de junio de 2022           |

## Audiencia
| Capítulo | Título                            | Fecha               | Audiencia | Cuota de pantalla |
| -------- | --------------------------------- | ------------------- | --------- | ----------------- |
| 1.01     | Una familia real                  | 31 de mayo de 2022  | 2.235.000 | 17,1%             |
| 1.02     | Los Borbones y el dinero          | 31 de mayo de 2022  |           |                   |
| 1.03     | Los Borbones y las mujeres        | 5 de junio de 2022  |           |                   |
| 1.04     | Los Borbones y Letizia            | 12 de junio de 2022 |           |                   |
| 1.05     | Los Borbones y el futuro          | 19 de junio de 2022 |           |                   |
| 1.06     | Los Borbones y otras casas reales | 26 de junio de 2022 |           |                   |